# 朱紹𬉺
保寧王朱紹𬉺（？—1645年），明朝宗室、南明軍事人物。

## 生平
朱紹𬉺是保寧王朱恭棆的兒子，襲封保寧王的日期不詳，崇禎十六年（1643年）時遭李自成劫掠，封桃源伯；不久自河南走到南昌，以舍人行為失檢，怨恨人民。南昌投降，朱紹𬉺前往建昌。他傲慢而喜歡談論兵法，益王朱慈𤆃起兵期間招徠他守城，擔任大元帥。趙應選以雲南兵力來不及支援南京，讓朱慈𤆃留下協助戰事；初時滇軍善用槍，大勝清朝騎兵，但朱紹𬉺秘密向清將王體忠投誠，在陣後用箭傷害滇兵及象隻，總趙某被殺，於是部下潰散。朱慈𤆃戰敗，他投降清朝，在忠誠府被都綱所殺。

## 引用
1. 1 2  錢海岳《南明史·卷二十七·列傳第三》：保寧王紹𬉺，保寧王恭甲子，不知何年襲。崇禎十六年，為自成所掠，封桃源伯。已自河南走南昌。以舍人無狀，仇於民。南昌降，走建昌。
2. ↑  錢海岳《南明史·卷二十七·列傳第三》：傲睨好談兵。益王慈𤆃起兵，招同城守，為大元帥。會趙應選以滇兵援南京不及，慈𤆃留助戰。戰初合，滇師善用槍，衝清騎，大破之。而紹𬉺密款清將王體忠，從陣後箭傷滇兵、象，總趙甲死焉，遂大潰。慈𤆃敗，紹𬉺降清。至忠誠，為都綱所殺。